# Сексуално насиљe
Сексуално насиље се односи на све теже облике насиља, као што је силовање, покушај силовања, силовање на састанку, силовање у партнерском односу, али и на сексуално узнемиравање, добацивање, непримерене коментаре сексуалне природе, додиривање, приказивање порнографије, понижавајући сексуални однос, инцест, обљубу, подвођење, присилне трудноће или присиљавање на абортус.

## Силовање на састанку
Силовање на састанку је силовање чији је починилац лице са којим је жртва изашла на састанак. Израз потиче из осамдесетих година, када
се о овој теми доста говорило.

## Сексуално искориштавање
Сексуално искориштавање је свака злоупотреба, у сексуалне сврхе, угроженог положаја, разлике у степену моћи или поверења, укључујући
тренутну, друштвену или политичку корист од сексуалног искориштавања друге особе (Стални међуагенцијски комитет Уједињених
нација).

## Сексуално узнемиравање
Сексуално узнемиравање је сваки нежељени, обично понављан и неузвраћен сексуални предлог, нежељена сексуална пажња, тражење
сексуалног приступа или услуга, сексуалне алузије или друго вербално или физичко понашање сексуалне природе, излагање порнографског
материјала, када то утиче на посао, представља услов за запошљавање или ствара застрашујуће, непријатељско или увредљиво радно
окружење (Висока комисија УН за избјеглице).